# محاصره قلعه هیکیدا
محاصره قلعه هیکیدا (به ژاپنی: 疋壇城の戦い Hikida-jō no Tatakai) یکی از جنگ‌های بسیار اودا نوبوناگا در طول دوره سنگوکو بود در این جنگ او در برابر خاندان آزای و خاندان آساکورا جنگید. این دو خاندان از مخالفان سرسخت تلاش نوبوناگا برای به دست گرفتن زمین و قدرت بودند.
در سال، ۱۵۷۳، نوبوناگا محاصره قلعه اودانی بنام محاصره اودانی، را که متعلق به آزای ناگاماسا بود، انجام داد. آساکورا یوشیکاگه، رهبری یک نیرو را برای از بین بردن و تقویت قلعه آزای بر عهده داشت و مورد حمله ارتش نوبوناگا درآمد. به دنبال پناهندگی در قلعه هیکیدا، این بار خود یوشیکاگه تحت محاصره درآمد.
پس از سقوط قلعه در تاریخ ۱۰ اوت، آساکورا یوشیکاگه به خانه خود در ولایت اچیزن فرار کرد.